# Ekstedt (restaurang)

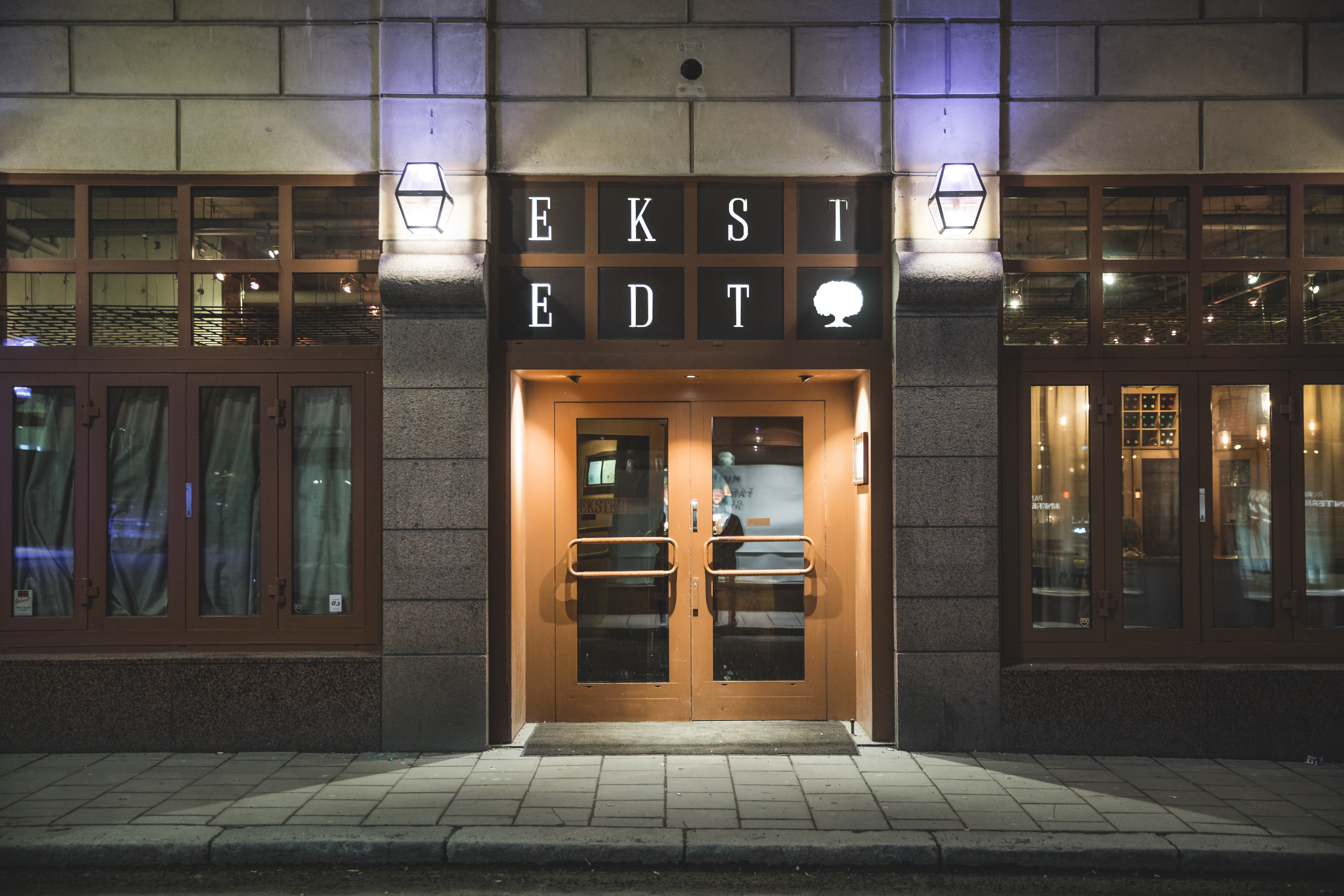
Ekstedt på Humlegårdsgatan

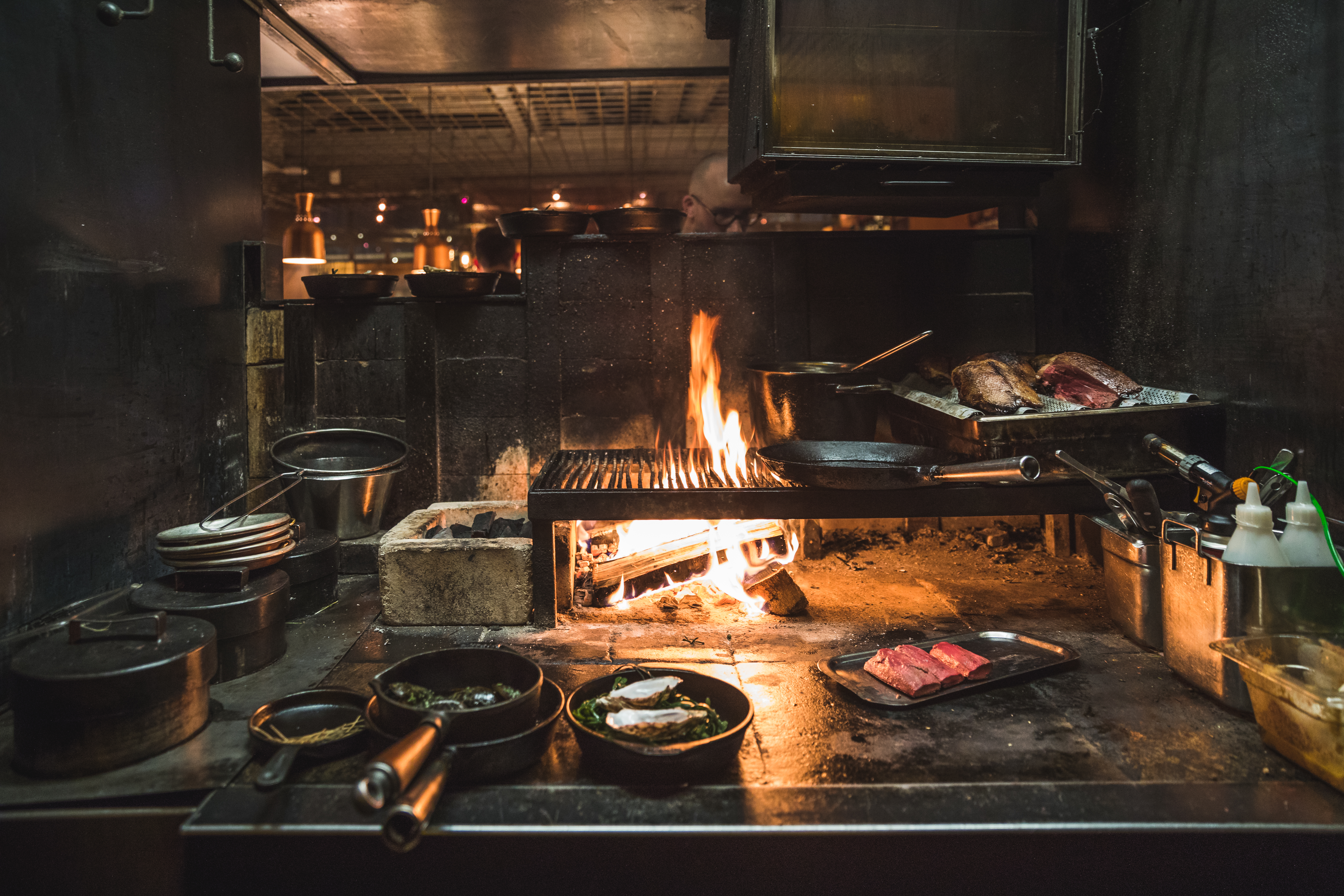
Köket

Ekstedt, är en restaurang på Humlegårdsgatan 17 på Östermalm i Stockholm som drivs av kocken Niklas Ekstedt.
Restaurangen öppnade 2011 och ingår i Stureplansgruppen. Profilen beskrevs som "ursvensk i modern tappning i mellanrättsformat", där all matlagning sker över öppen eld, på bland annat vedspis och i vedugn som eldas med björkved.
Sedan 2013 har restaurangen en stjärna i prestigefyllda Guide Michelin Samma år utnämnde den amerikanska restaurangguiden Zagat Ekstedt till en av "världens hetaste".